# トビー・フォックス
トビー・フォックス（Toby Fox）、本名ロバート・F・フォックス（Robert F. Fox、1991年10月11日 - ）は、アメリカ合衆国のゲームクリエイター、作曲家。男性。以前の名義はトビー・"ラジエーション"・フォックス（Toby "Radiation" Fox）。
コンピュータRPG『UNDERTALE』と『DELTARUNE』の開発で知られ、前者は高い評価を受けており、英国アカデミー賞ゲーム部門とThe Game Awards3部門にノミネートされた。 初期は作曲を主に活動しており、ウェブコミック『Homestuck』の音楽を担当、『UNDERTALE』で成功した後は、多くのインディーゲームの音楽を作曲するようになった。その他の代表的な作品としては、『大乱闘スマッシュブラザーズ SPECIAL』、『ポケットモンスター』での複数の作品にて楽曲を一部担当したことが挙げられる。

## 経歴

### 活動と作曲
トビー・フォックスの最も初期の作品は、2008年にリリースされた、1994年のスーパーファミコンのゲーム『MOTHER2 ギーグの逆襲』のハロウィンをテーマにしたROMハック『EarthBound Halloween Hack』である。その後、高校3年生の時にアンドリュー・ハッシーのウェブコミック『Homestuck』へ音楽を提供し始める。2009年4月にハッシーが「音楽チーム」を立ち上げ、参加ミュージシャンを募集した当初は、それに加わるつもりはなかったが、フォックスがウェブコミックの音楽のピアノカバーを『MS Paint Adventures』のフォーラムにアップロードし始めたことから、ハッシーはフォックスの活動に注目するようになり、参加するきっかけとなった。
フォックスは、2017年のHomestuckのビデオゲーム『Hiveswap』、『UNDERTALE』のアーティストであるテミー・チャンの短編シナリオゲーム『Escaped Chasm』や、『Dweller's Empty Path』、ゲームフリークの2019年のRPG『リトルタウンヒーロー』の音楽を作曲し、『リトルタウンヒーロー』の曲は最後に『ポケットモンスター』の作曲家である佐藤仁美がアレンジを担当した。またフォックスは、『ポケットモンスター ソード・シールド』の楽曲や、糸奇はなのアルバム『PRAY』のボーカル曲、『ポケットモンスター スカーレット・バイオレット』の数曲の楽曲を制作している。
メディアに出演するときはマスクで顔を隠しているが、所属しているMOTHERのファングループのイベントでは素顔で活動しており、映像などで姿を確認できる。多くの日本のゲームから影響受けた中でも『MOTHERシリーズ』、特に『3』からの影響を別段で公言しており、前述したファンサイトでのROMハック開発に費やした10年間以上は「『MOTHER』シリーズと触れあってきた時間があまりに長すぎて、出会って以降、自分がどう変わったのか、よくわからないぐらいです。出会う前の自分がどんなだったか覚えていないもので。要するに、僕の血となり肉となっているわけですね。もしその部分を奪い取られたら、死んじゃうかもしれないです（笑）。」と語った。『MOTHERシリーズ』の原作者である糸井重里とは面識があり、アメリカで発売されていない『MOTHER3』を特に好きだと語って糸井を驚かせている。少しではあるが日本語を話すことができる。

### 賞賛と成功

#### UNDERTALE
フォックスの最も有名な作品は、2015年に開発を手掛けたコンピュータRPG『UNDERTALE』で、サウンドトラックも作曲している。ゲームは100万本以上を売り上げ、大人気のヒット作となり社会現象を巻き起こした。フォックスは、一部のアートワークをテミー・チャンなどに依頼したことを除けば、ゲーム全編を単独で開発している。またこの作品を作るにあたり、日本のゲームを参考にしていて、特に『MOTHERシリーズ』や『東方Project』から大きな影響を受けたと語っている。フォックスには『UNDERTALE』を制作する以前にもゲーム開発の経験があり、高校時代に3人の兄弟とRPGツクール2000を使用してロールプレイングゲームや、先述したように『MOTHER2 ギーグの逆襲』のROMハックを制作しており、その代表作が『EarthBound Halloween Hack』であった。キャラクターデザインやアイデアは、大学在学中に考え、ノートに描いている。
『UNDERTALE』はリリース後、多くのファンを獲得した。フォックスは、「万人向けではない」と、ゲームが好きでないと言う人がいても気にしないとコメントした。『UNDERTALE』は数々の賞を受賞し、幅広く評価されているが、フォックスは個人的な意見として、このゲームはまだ「ニッチ」であり、「8/10」のレビュースコアに値すると書いている。
2016年、フォックスは『UNDERTALE』の未使用の音楽トラックを多数リリースした。またフォックスは、A Profound Waste of Time誌の寄稿者にもなっている。その後、フォックスは『UNDERTALE』の制作に携わったことが評価され、2018年の「フォーブス30アンダー30」の1人に選ばれた。
フォックスは『大乱闘スマッシュブラザーズ』の生みの親である桜井政博の自宅を訪れ『大乱闘スマッシュブラザーズ SPECIAL』で対戦している。『UNDERTALE』の登場人物であるサンズは、その後フォックスが新しいアレンジを加えた楽曲「MEGALOVANIA」と共に、『大乱闘スマッシュブラザーズ SPECIAL』にダウンロードコンテンツで入手できるMiiコスチュームとして収録された。

#### DELTARUNE
2018年10月30日、フォックスは『UNDERTALE』のファンに対し、24時間以内にゲームの公式Twitterアカウントをチェックしてほしいという要望をツイートした。その翌日、フォックスは「調査」という名目で、『UNDERTALE』の続編となる『DELTARUNE』のChapter 1を無料でリリースした。また同日、フォックスは残りのチャプターも同時にリリースされる予定だが、まだ作業が開始されておらず、完成予定時期も不明であることなど、ゲームに関する詳細な情報を公開した。フォックスは2012年からこのプロジェクトに取り組んでおり、制作中に『UNDERTALE』のアイデアが『DELTARUNE』から発展したことを明言している。2019年6月13日、『DELTARUNE』のChapter 1のみが数か月間プレイ可能だったことから、フォックスは自身のTwitterアカウントで、「ゆっくりとそれら全てを、書き出し、描き出しています」と『DELTARUNE』の残りを完成させることへの希望を持っていると述べている。またフォックスは、「Chapter 1を過ぎてから50曲くらい」を完成させたと述べている。
2021年9月17日、フォックスは新型コロナウイルス感染症の世界的流行について言及し、「世界を取り巻く状況は、本当に大変なことになっている」ことから、『DELTARUNE』のChapter 2を無料でリリースした。次のChapter 3、4はswitch 2と同日、3980円に発売された。Chapter 5は2026年に発売される予定である。

## 私生活
フォックスはニューハンプシャー州マンチェスター出身であり、ノースイースタン大学で環境科学を専攻した。
手首と手の慢性的な痛みで、プログラミングや作曲ができない状態が続いており、フォックスはその痛みの再発をDELTARUNE Chapter 2の開発遅延の要因として挙げている。

## 作品

### ウェブコミック
- Homestuck（2006年 - 2016年）※他の作曲家と共同で楽曲提供

### ゲーム

#### 開発作品
- MOTHER2 ギーグの逆襲のROMハック（2006年 - 2008年） - Arn's Winter Quest: Gway Edition、Halloween Hack: Bad Fur Day Editionなど
- UNDERTALE（2015年）
- DELTARUNE（2018年〜）

#### 楽曲提供作品
- Potion Shop（2015年、Temmie Chang）
- Rose of Winter（2016年、Pillow Fight）
- Hiveswap（英語版）（2017年、What Pumpkin Games）※ジェームズ・ローチと共同
- Escaped Chasm（英語版）（2019年、Temmie Chang）※ジェームズ・ローチと共同[47][48][49]
- YIIK: ポストモダンRPG（2019年、Ackk Studios）※他の作曲家（多数）と共同
- 大乱闘スマッシュブラザーズ SPECIAL（2019年、任天堂）※DLCにて、自ら編曲した『UNDERTALE』の楽曲「MEGALOVANIA」を提供
- リトルタウンヒーロー（英語版）（2019年、ゲームフリーク）※佐藤仁美と共同[50]
- ポケットモンスター ソード・シールド（2019年、任天堂）※一之瀬剛、足立美奈子と共同[51]
- Pesterquest（2019年、What Pumpkin Games）※他の作曲家（多数）と共同
- Dweller's Empty Path（英語版）（2020年、Temmie Chang）
- OMORI（2020年、OMOCAT）※他の作曲家（多数）と共同[52]
- beatmania IIDX 30 RESIDENT  (2022年、 コナミ)  ※かめりあと共同[53]
- ポケットモンスター スカーレット・バイオレット（2022年、任天堂）※他の作曲家と共同[10]
- 東方ダンマクカグラ ファンタジア・ロスト (2024年 アンノウンX) ※上海アリス幻樂団の代表作である東方Projectの二次創作ゲーム作品。原作者であるZUNとコラボレーションを行っている。

### 歌手への提供楽曲
- 糸奇はな『74』（2018年） - 作詞・作曲・バッキングコーラスを担当。アルバム『PRAY』に収録[54]。
- imase with PUNPEE『Pale Pain』（2022年）
- 糸奇はな『Skies Forever Blue』（2022年）
- 糸奇はな『THE GREATEST LIVING SHOW』（2023年）
- 天音かなた『片羽』（2024年） - 作詞・作曲を担当。1stアルバム『Unknown DIVA』に収録[55]。
- 宝鐘マリン『幽霊船戦』（2024年）‐作曲を担当。

### その他
- I Miss You – EarthBound 2012（2012年)
- Pause Ahead（2013年、Askiisoft） - 追加のダイアログを担当。
- Chip Tanaka / Hammerhead Shark Song（2020年、田中宏和） - アニメーターとして参加。
- Pollyanna（2020年、ほぼ日Pollyanna編集部） - MOTHERシリーズのトリビュートコミック。総勢35人の参加者の一人として寄稿[56]。
- Pollyanna2（2021年、ほぼ日Pollyanna編集部） - イラストを寄稿[57]